# 里奇·福勒
里奇·福勒（Rick Yutaka Fowler，1988年12月13日—）是一位美國高爾夫球選手，他現在參加PGA巡迴賽的賽事。在2007年至2008年，他曾經是世界排名第一的業餘高爾夫球選手達37週。2016年1月24日，他的世界排名達第四位，創出職業生涯新高。他在2009年轉為職業球員。

## 外部連結
- 官方网站
- 里奇·福勒在PGA巡迴賽的官方網站
- 里奇·福勒在男子高爾夫世界排名的官方網站
- Profile on Oklahoma State's official site